# Manota tricuspis
Manota tricuspis är en tvåvingeart som beskrevs av Heikki Hippa 2007. Manota tricuspis ingår i släktet Manota och familjen svampmyggor.
Artens utbredningsområde är Fiji. Inga underarter finns listade i Catalogue of Life.